# Дискордианство
Дискордианството е пародийна псевдо-религия, базирана на дълбоко преклонение и почит към римската богиня Дискордия (еквивалент на гръцката Ерида) – богиня на хаоса, раздора и съперничеството, в противовес на всички религии проповядващи хармония. Нейното начало датира с публикацията на свещената книга „Принципия Дискордия“ (Principia Discordia) в ограничен тираж от 5 екземпляра през 1963 година. Книгата е написана от Greg Hill и Kerry Wendell Thornley, работещи под псевдонимите Малаклипс Младши и Омар Хаям Рейвънхърст. Книгата става популярна благодарение на Робърт Антън Уилсън който я споменава в романа си The Illuminatus! (англ.).
Религията се обединява около идеята, че редът и безпорядъкът са илюзии, пробутани от човешката нервна система, и нито едно от тях не се доближава до обективната истина.

## Символи
Sacred Chao e главният символ на дискордианството. Представлява синтез между символи на няколко религии: ин-ян с петоъгълник и ябълката на раздора, с надписа „красота“ (ϰαλλιστι). Според дискордианството chao представлява единичната форма на хаоса; произношението е същото като английската дума за крава, игриво препращане към американско-английския възклик „Holy cow!“. Пентагонът представлява Закона на петте и означава авторитет и ред. Златната ябълка на раздора, предизвикала Троянската война, означава творчеството, хаоса и раздора.